# Mitterberg-Sankt Martin
Mitterberg-Sankt Martin é um município da Áustria, situado no distrito de Liezen (subdistrito de Gröbming), no estado da Estíria. Tem 54,92 km² de área e sua população em 2019 foi estimada em 1.945 habitantes.